# Lepanthes hurgo
Lepanthes hurgo är en orkidéart som beskrevs av Carlyle August Luer och Béhar. Lepanthes hurgo ingår i släktet Lepanthes och familjen orkidéer.
Artens utbredningsområde är Colombia. Inga underarter finns listade i Catalogue of Life.